# Gourdan-Polignan
Gourdan-Polignan är en kommun i departementet Haute-Garonne i regionen Occitanien i södra Frankrike. Kommunen ligger i kantonen Barbazan som tillhör arrondissementet Saint-Gaudens. År 2022 hade Gourdan-Polignan 1 177 invånare.

## Befolkningsutveckling
Antalet invånare i kommunen Gourdan-Polignan
Referens:INSEE